# پولولاناز
پولولاناز (انگلیسی: Pullulanase) نوع خاصی از گلوکاناز (یک آنزیم خارج‌سلولی آمیلولیتیک) است که پولولان را تجزیه می‌کند.
این آنزیم به‌صورت یک لیپوپروتئین خارج‌سلولیِ متصل‌به‌سطح، توسط باکتریِ گرم-منفیِ «کلبسیلا» ترشح می‌کند.
نوع ۱ پولولاناز پیوندهای آلفا-۱٬۶ و نوع ۲ آن، پیوندهای آلفا-۱٬۴ را هیدرولیز می‌کند. این آنزیم توسط برخی دیگر از باکتری‌ها و باستانیان ترشح می‌شود و از آن در زیست‌فناوری غلات (تولید الکل و شیرین‌کننده‌ها) استفاده می‌شود.
پولولاناز جزء آنزیم‌های شاخه‌شکن است و نام دیگر آن «پولولان-۶-گلوکانوهیدرولاز» است. سوبسترای این آنزیم، یعنی پولولان، در واقع یکی از شاخه‌های «واحدهای مالتوتریوز» محسوب می‌شود که توسط پیوندهای آلفا-۱٬۶-گلیکوزیدی بدان وصل است.